# Conquista musulmana del norte de África
La conquista musulmana o árabe del norte de África tuvo lugar a continuación del siglo de rápida expansión militar árabe musulmán que acaecio tras la muerte de Mahoma en el año 632. Hacia el año 642 los árabes controlaban Mesopotamia, Egipto y Siria, habían invadido Armenia, y estaban finalizando su conquista del Imperio persa con la destrucción del ejército persa en la batalla de Nihavand. Fue a partir de este momento histórico cuando las expediciones militares árabes iniciaron la expansión del islam por toda la región norteafricana, desde Egipto hacia el oeste.
En el 644, en Medina el califa Umar ibn al-Jattab (Omar) fue sucedido por Uthman Ibn Affan (Osmán). Durante sus doce años de gobierno sumó Armenia, Chipre y todo Irán a su creciente imperio islámico. Afganistán y el norte de África pasaron a ser objeto de importantes invasiones. Las razias musulmanas tuvieron lugar desde Rodas hasta las costas del sur de la península ibérica. Como consecuencia de estas campañas militares, la armada bizantina fue vencida en el Mediterráneo oriental.

## Segunda invasión

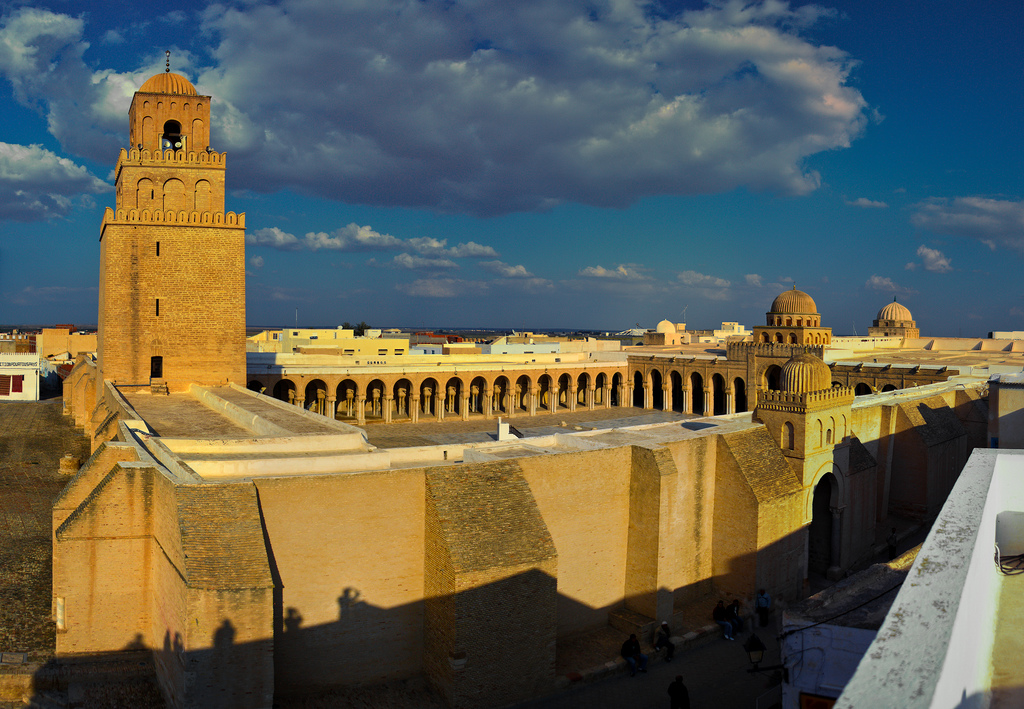
La Gran Mezquita de Kairuán, también conocida como Mezquita de Uqba, fue fundada por el conquistador y general árabe Uqba Ibn Nafi en el año 670 D de C. Es la mezquita más antigua e importante del Norte de África. Se encuentra en la ciudad de Cairuán, en Túnez.

## Tercera invasión

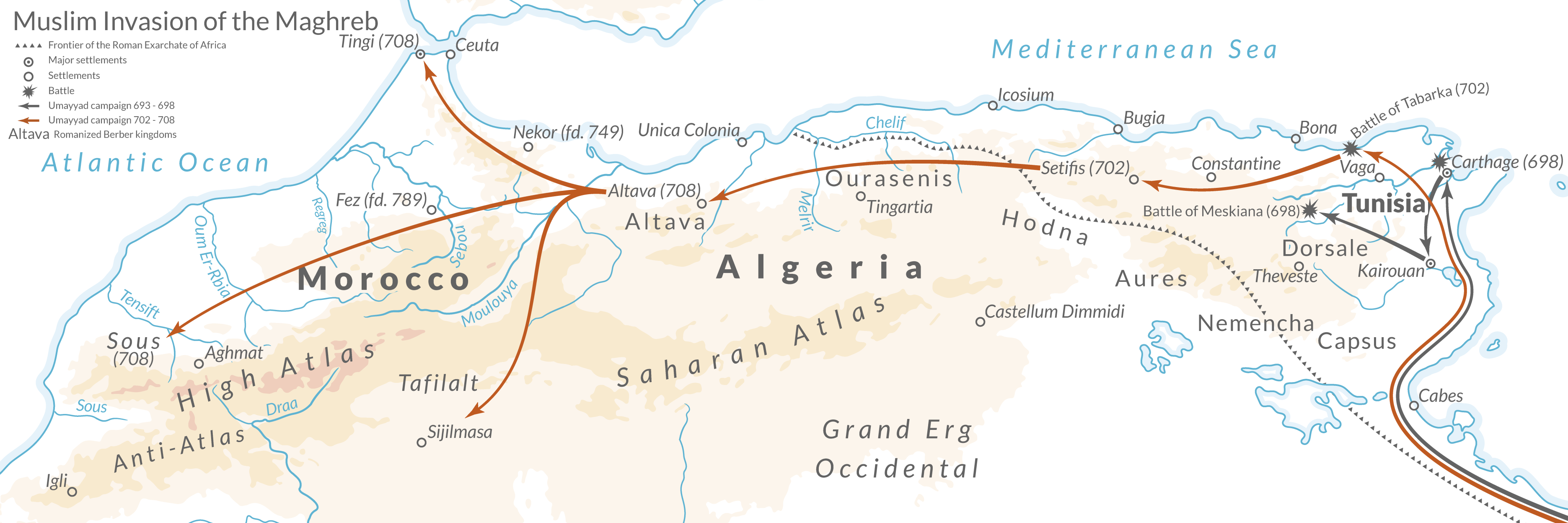
Mapa de la tercera invasión.